# Station Gilles-Guainville
Station Gilles-Guainville is een voormalig spoorwegstation in de Franse gemeente Guainville. Het station ligt aan de Spoorlijn Mantes-la-Jolie - Cherbourg. Sedert 2012 stoppen er geen treinen meer.